# NGC 1389
NGC 1389 ist eine elliptische Zwerggalaxie vom Hubble-Typ E/SB0 im Sternbild Eridanus südlich des Himmelsäquators. Sie ist schätzungsweise 36 Millionen Lichtjahre von der Milchstraße entfernt und hat einen Durchmesser von etwa 25.000 Lj. Die Galaxie ist unter der Katalognummer FCC 193 als Mitglied des Fornax-Galaxienhaufens gelistet. 

Im selben Himmelsareal befinden sich u. a. die Galaxien NGC 1379, NGC 1386, NGC 1387, NGC 1396.
Das Objekt wurde am 19. Januar 1865 vom deutschen Astronomen Julius Schmidt entdeckt.